# فائض الشجاعة (رواية)
فائض الشجاعة (بالإنجليزية: The Redundancy of Courage)‏ هي رواية للكاتب البريطاني تيموثي مو، نشرت عام 1991، عن دار نشر في المملكة المتحدة.